# Erreà
Erreà Sport S.p.A. es una empresa italiana del sector textil con sede en Torrile, provincia de Parma, Italia.

## Historia
Establecida en 1988, la sede mundial de Erreà se encuentra en San Polo di Torrile, a las afueras de Parma. Fue fundado por Angelo Gandolfi, quien sigue siendo presidente en la actualidad.
Erreà entró en el mercado del fútbol Inglés en 1994, la firma llegó aun acuerdo con el entonces equipo de Premier League, el Middlesbrough que duró muchos años. La única otra exposición de la compañía a una audiencia de la Premier League comenzó en 2011 cuando se firmó un acuerdo para suministrar equipamiento al Norwich City.
En 2013 celebró su 25 aniversario con la presentación de las camisetas de sus clientes futbolísticos clave para la próxima temporada. Parma, Atalanta, Norwich City, Brighton, Blackpool, Rayo Vallecano, Numancia, Alcorcón, ADO Den Haag y Nantes fueron los equipos representados.

## Patrocinios

### Argentina
- Lanús
- Curazao